# Hanns-Ekkehard Plöger
Hanns-Ekkehard Plöger (* 30. Mai 1938 in Berlin; † 20. Mai 2005 ebenda) war ein Berliner Rechtsanwalt und Notar, der als Nebenkläger im Honecker-Prozess auch außerhalb Berlins bekannt wurde. Der Jurist aus Berlin-Lichtenrade wurde von der Boulevardpresse als „schillerndster Anwalt Berlins“, als „Rächer der Mauertoten“ und als „Staranwalt“ bezeichnet.

## Leben

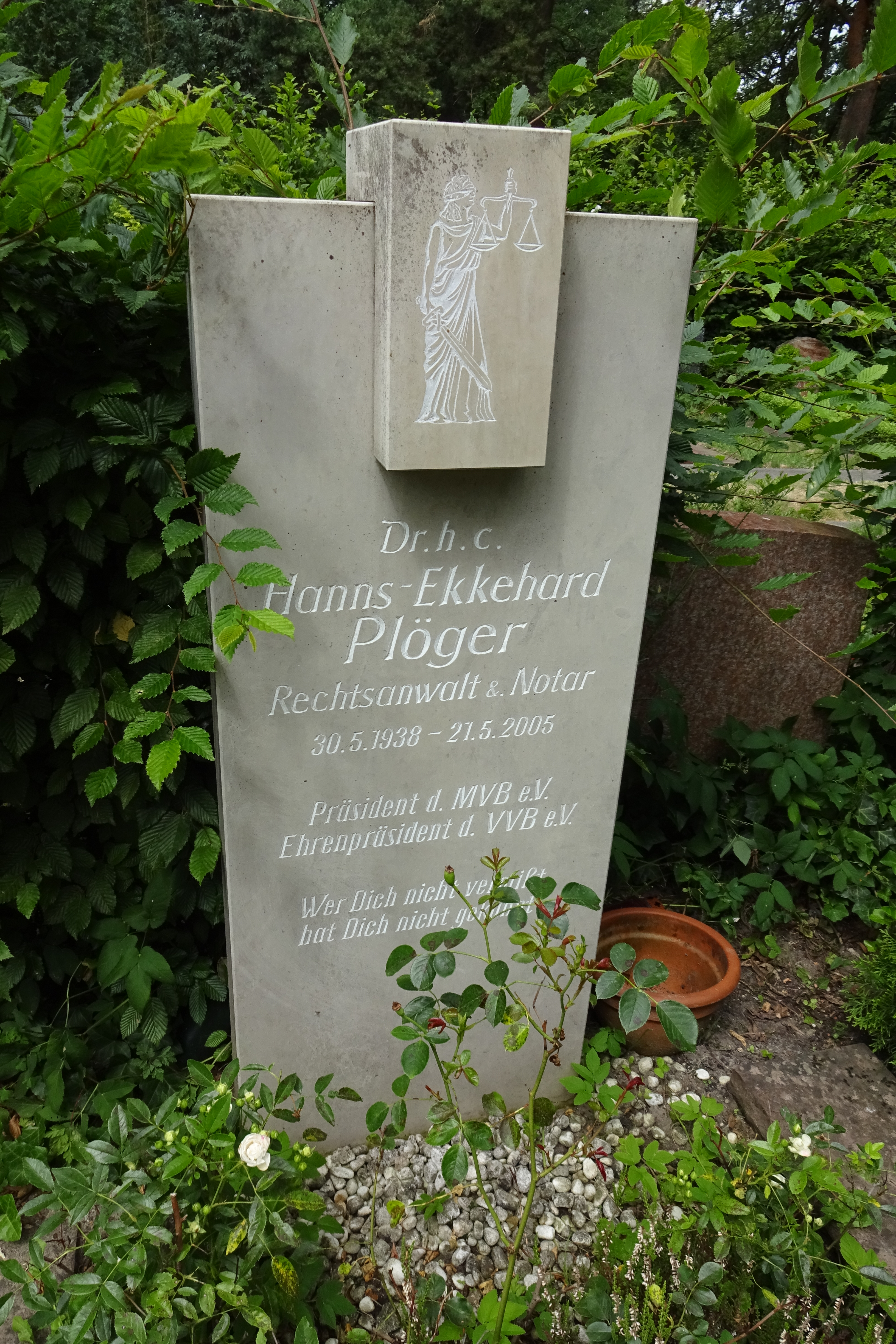
Hanns-Ekkehard Plögers Grabstein auf dem Friedhof Lichtenrade

Plöger war Anwalt der Nebenklage im Politbüroprozess gegen Egon Krenz, Günter Schabowski u. a. sowie im Prozess gegen Erich Honecker. Hier sorgte er für Aufsehen, als er die Identität Honeckers anzweifelte. Er äußerte außerdem Zweifel an Honeckers Krebserkrankung und stellte die These auf, Honecker sei stattdessen von einem Fuchsbandwurm befallen.
Plöger war nicht nur bekannt für sein Faible für farbenfrohe Kleidung im Gerichtssaal, sondern vor allem wegen seiner Streitbarkeit. Im Februar 2002 erstattete er gegen die Bundesregierung und die Bundesbank Strafanzeige wegen fahrlässiger Körperverletzung und fahrlässiger Gefährdung durch Freisetzung von Giften auf Grund des durch die Zeitschrift Öko-Test in deutschen Zehn-Euro-Banknoten vorgefundenen Giftstoffes TBT (Tributylzinn). Zuvor hatte er im Jahre 1999 im Zuge des Neubaus der Apostolischen Nuntiatur im Stadtbezirk Neukölln erfolglos Klage gegen Papst Johannes Paul II. eingereicht.
Plöger war seit dem 1. Mai 1995 Mitglied des Pegnesischen Blumenordens. Des Weiteren war er Präsident des Berliner Motoryachtverbandes, des Berliner Volleyballverbandes und 1997–2001 Vizepräsident des Deutschen Motoryachtverbandes, sowie Aufsichtsratsmitglied des 1. FC Union Berlin. Der Anwalt betätigte sich auch als Dichter, in seinem Magnus-Verlag veröffentlichte er unter dem Titel Stelldichein verwandter Seelen mehrere Gedichtbände.